# حضرية

تنمية حضرية حديثة على نطاق واسع في قازان، روسيا

الحضرية هي دراسة الطرق المميزة لتفاعل سكان المدن (المناطق الحضرية) مع البيئة الحضرية. وتعتبر عنصر مباشر من التخصصات مثل التخطيط الحضري (التصميم المادي وإدارة الهياكل الحضرية) وعلم الاجتماع الحضري (دراسة الحياة والثقافة الحضرية). ومع ذلك، في بعض السياقات الدولية يعتبر مفهوم الحضرية مرادفا للتخطيط الحضري، ويشير الحضري إلى المخطط العمراني.
يبحث العديد من المهندسين المعماريين والمخططين وعلماء الاجتماع في طريقة حياة الناس في المناطق الحضرية المكتظة بالسكان. وهناك مجموعة كبيرة ومتنوعة من النهج داخل الحضرية.
ارتبط ظهور الحضرية في أوائل القرن العشرين بارتفاع التصنيع المركزي، والأحياء المختلطة الاستخدام، والمنظمات والشبكات الاجتماعية، وما وصف بأنه «التقارب بين المواطنة السياسية والاجتماعية والاقتصادية».
يمكن فهم الحضرية على أنها صناعة المكان وخلق الهوية المكانية على مستوى المدينة، ولكن في وقت مبكر من عام 1938 كتب لويس ويرث أنه من الضروري وقف "تحديد وصف الحضرية بالكيان المادي للمدينة، يذهب "أبعد من خط الحدود التعسفي" والنظر في كيفية أن "التطورات التكنولوجية في مجال النقل والاتصالات قد وسعت بشكل كبير الوضع الحضري للعيش خارج حدود المدينة نفسها".

## المفاهيم

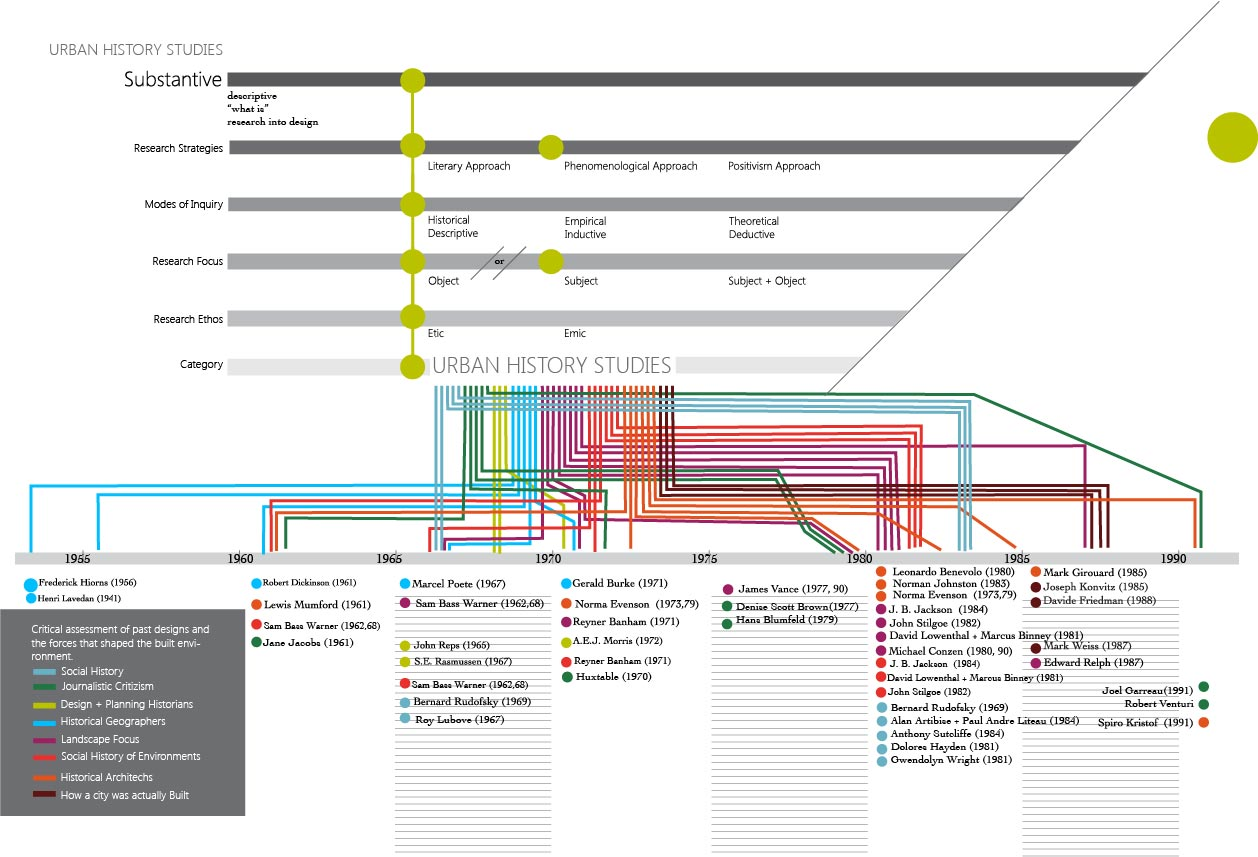
كتاب النظرية الحضرية في أواخر القرن العشرين

### النظريات القائمة على الشبكة
قام غابرييل دوبوي بتطبيق نظرية الشبكات في مجال الحضرية، ويشير إلى أن السمة المهيمنة المنفردة للحضرية الحديثة هو طابعها الشبكي، بدلا من المفاهيم المنفصلة للفراغ (أي المناطق والحدود والحواف).
يقول ستيفن غراهام وسيمون مارفن إننا نشهد بيئة ما بعد الحضر حيث تتولى الأحياء اللامركزية والمرتبطة بشكل فضفاض ومناطق النشاط الدور التنظيمي السابق الذي لعبته المناطق الحضرية. وتنطوي نظريتهم المتعلقة بـ تقسيم الحضرية على «تفتيت النسيج الاجتماعي والمادي للمدن» إلى «مجموعات خلوية من الجيوب عالية الخدمة ذات الصلة على الصعيد العالمي وشبكة غيتو» مدفوعة بشبكات إلكترونية تفصل بقدر ما تتصل. يقول دومينيك لورين إن عملية تقسيم المناطق الحضرية بدأت في نهاية القرن العشرين مع ظهور غيغاسيتي أو المدينة الضخمة، وهو شكل جديد من مدينة شبكية تتميز بالحجم ثلاثي الأبعاد، والشبكة المكثفة، وضبابية حدود المدينة.
أشار مانويل كاستليس إلى أن شبكة البنية التحتية «المتميزة» (الاتصالات السلكية واللاسلكية عالية السرعة والطرق السريعة الذكية وشبكات الطيران العالمية) تربط بشكل انتقائي بين المستخدمين والأماكن الأكثر تفضيلا وتتجاوز الأقل تفضيلا في مجتمع الشبكة. ويرى جراهام ومارفن أن الاهتمام بشبكات البنية التحتية هو رد فعل على الأزمات أو الانهيارات، بدلا من استمرارها ومنهجيتها، بسبب عدم فهم الروابط بين الحياة الحضرية وشبكات البنية التحتية الحضرية.

### المذهب العملي
الحركة الفلسفية المعروفة باسم البراغماتية، التي تؤكد أن معظم المواضيع الفلسفية ينظر إليها بشكل أفضل من حيث الاستخدامات العملية والنجاحات، ظهرت في نفس الوقت تقريبا حيث تأثرت الحضرية والبراغماتية والممارسين في المناطق الحضرية ببعضها البعض.
كان جزء من فلسفة ويليام جيمس، أحد الآباء المؤسسين للبراغماتية، هو تشجيع الناس على الوصول بنشاط إلى النقاط التي يمكن أن تنخرط بشكل نقدي مع الآخرين. وكان موضوع الديمقراطية أيضا أساسيا في نسخة جون ديوي من البراغماتية. وأعرب عن اعتقاده بأنه في مجتمع ديمقراطي، كل مواطن سيادي قادر على تحقيق الشخصية. وقال إن مفهوم المكان ينبغي أن يكون مفتوحا للتجريب على أمل تحقيق عالم أفضل.
وفقا لريتشارد ج. بيرنشتاين، «هذه الموضوعات هي أيضا من التطبيقات الأساسية للحضرية». في ظل البراغماتية، يتم تعريف المكان في جميع أنحاء التفاعلات المستمرة مع سكانه، وبالتالي لا يمكن أن تكون هناك المثالية الأفلاطونية من اللامكان أو تعريف أساسي للمكان. ويمكن رؤية هذا النهج في نظرية صناعة المواضع التي ظهرت في الستينيات، والتي تجسدها اقتباس جان جيل «الحياة أولاً، ثم الفراغات، ثم المباني - الطريق الآخر المعكوس لا يعمل أبدا».
تتعلق معاداة التأسيسية والتخطيئية بالبراغماتية. وفي سياق هذه المذاهب، يرى البراغماتيون أن فكرة الفراغ يجب أن تكون قادرة على مواجهة عدم القدرة على التنبؤ والتغيير. تأكيداً على أن مفهوم المجتمع سيستمر فقط طالما كان هناك مجتمع يدعمه.

### نظريات حديثة أخرى
يحدد دوغلاس كيلبو ثلاثة نماذج في الحضرية: الحضرية الجديدة، والحضرية اليومية، وما بعد الحضرية.
بول ل. نوكس يشير إلى واحدة من العديد من الاتجاهات في الحضرية المعاصرة باعتبارها «الجمالية من الحياة اليومية».
يقول أليكس كريجر أنالتصميم الحضري هو أقل من الانضباط التقني من العقل الذي يقوم على الالتزام بالمدن.